# Jan Władysław Woś
Jan Władysław Woś (n. 19 aprilie 1939) este un istoric, profesor universitar, eseist, scriitor, bibliofil și colecționar polonez.

## Biografie

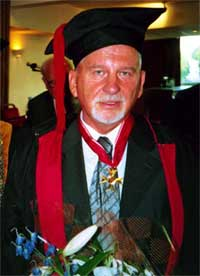
Jan Władysław Woś (Londra, 2002)

A luat licența în anul 1967 în cadrul Facultății de Filozofie al Universității din Varșovia cu o teză despre filozofia lui Dante Alighieri. A studiat apoi la Milano, Levania, Firenze, Pisa, Napoli, Bonn, Heidelberg. A fost profesor de Istoria Europei Orientale la Universitatea din Pisa (1976-1987), Heidelberg (1985-1986), Trento (1987-2009) și Veneția (1990-1991). A participat la expediții antropologice în Africa și Amazonia. A făcut cercetări despre istoria Poloniei în anii 500, despre istoria Bisericii și a relațiilor poloneze-italiane. Din 1987 este cetățean italian. În 2002 ia fost înmânată diploma honoris causa de către Universitatea poloneză din Londra.
Este membru al Société Historique et Littéraire Polonaise de Paris și al Polskie Towarzystwo Naukowe na Obczyźnie (Polish Society of Arts and Science Abroad) din Londra. Deține o vastă colecție de înregistrări cu privire la Polonia, de pergamente (care dateză din secolul al X-lea până în secolul al XVI-lea) și de hărți geografice ale Poloniei. Din septembrie 1955 ține un jurnal din care au fost publicate unele părți. 
În 2008 a ieșit la pensie și din același an a început să scrie poveștiri, eseuri istorice și articole despre mostre, publicate în principalele reviste literare poloneze Twórczość, Akcent, Odra. A scris un volum de amintiri din perioada anilor de liceu 1954-1958. Un rezumat al poveștilor lui cu texte autobiografice a fost publicat în anul 2011.

## Lucrări publicate
- Andreas Laskarz und seine Einführungsrede für die Schameitengesandtschaft, Pisa 1972.
- Dispute giuridiche nella lotta tra la Polonia e l'Ordine Teutonico (Introduzione allo studio di Paulus Wladimiri), Firenze, Licosa, 1979.
- Itinerario in Polonia del 1596 di Giovanni Paolo Mucante cerimoniere pontificio (Parte prima: Cracovia), (Fonti e studi di storia legislazione e tecnica degli archivi moderni, 18), Roma, Centro di ricerca pergamene medioevali e protocolli notarili, 1981.
- Vincenzo da Kielce, O.P., La “Vita minor” di S. Stanislao vescovo, intr., trad. e note di Jan Władysław Woś, ed. riv., Siena, Cantagalli, 19832.
- Die Nuntiatur des Annibale di Capua in Polen von 1586 bis 1591 im Spiegel seiner Briefe, “Zeitschrift für Ostforschung”, 35 (1986), III, p. 346–402.
- In finibus Christianitatis. Figure e momenti di storia della Polonia medioevale e moderna, Firenze, Città di Vita, 1988.
- La Polonia. Studi storici, Pisa, Giardini, 1992.
- Alessandro di Masovia vescovo-principe di Trento (1423-1444). Un profilo introduttivo, Pisa, Giardini, 19942.
- Die Entstehung der Universität Krakau, Trient, Editrice Università degli Studi di Trento, 19942.
- La nonciature en Pologne de l'archevêque Hannibal de Capoue (1586-1591), Trento, Editrice Università degli Studi di Trento, 1995.
- Adalbert et Stanislas saints patrons de la Pologne, Avant-propos de card. J. Glemp, Paris, Éditions du Dialogue, 1998.
- Silva rerum. Sulla storia dell'Europa orientale e le relazioni italo-polacche, Trento, Editrice Università degli Studi di Trento, 2001.
- Santa Sede e corona polacca nella corrispondenza di Annibale di Capua (1586-1591), Trento, Editrice Università degli Studi di Trento, 2004.
- “Florenza bella tutto il vulgo canta”. Testimonianze di viaggiatori polacchi, Trento, Editrice Università degli Studi di Trento, 2006.
- Nuncjusz, “Twórczość”, 65 (2009), nr. 7 (764), p. 88–101.
- Ze wspomnień ucznia Liceum Kołłątaja w Warszawie (1954-1958), Warszawa, PIW, 2011.
- Sympozjum w Cassino i inne opowiadania, Lublin, Test, 2012.